# (23699) Paulgordan
(23699) Paulgordan ist ein Asteroid des äußeren Hauptgürtels. Der Himmelskörper wurde vom italo-amerikanischen Astronomen Paul G. Comba am 8. Juli 1997 am Prescott-Observatorium in Prescott, Arizona (IAU-Code 684) entdeckt.
Der mittlere Durchmesser des Asteroiden wurde mithilfe des Wide-Field Infrared Survey Explorers (WISE) grob mit 3,877 km (±1,947) berechnet, die Albedo ebenfalls grob mit 0,117 (±0,053).
(23699) Paulgordan wurde am 4. August 2001 nach dem deutschen Mathematiker Paul Gordan (1837–1912) benannt.